# ІФ Сааб
ІФ Сааб (швед. Idrottsföreningen Saab) — колишній шведський спортивний клуб з міста Лінчепінг. Клуб був заснований у 1941 році працівниками компанії Saab, найбільш відомий своїми футбольною та гандбольною командами. Клуб брав участь у чемпіонат Швеції з футболу 1973 року в найвищому дивізіоні. У 1981 році клуб «ІФ Сааб» об'єднався з клубом «Дербі» (Лінчепінг), та утворив клуб «Лінчепінг ФФ». Окрім футболу, в клубі також діяли спортивні секції з бадмінтону, хокею з м'ячем, настільного тенісу, боулінгу, боксу, стрільби з лука, велоспорту, легкої атлетики, гімнастики, гандболу, колективних видів спорту, лижного спорту, спортивного орієнтування, тенісу та варпи.